# Lago Goillet
Il lago Goillet (pron. fr. AFI: [ɡɔjɛ]) è un lago artificiale che si trova sopra Breuil-Cervinia, in Valle d'Aosta.

## Toponimo
Questo toponimo si riferisce alla parola goille, che indica in patois valdostano una pozza d'acqua o un piccolo laghetto.

## Storia

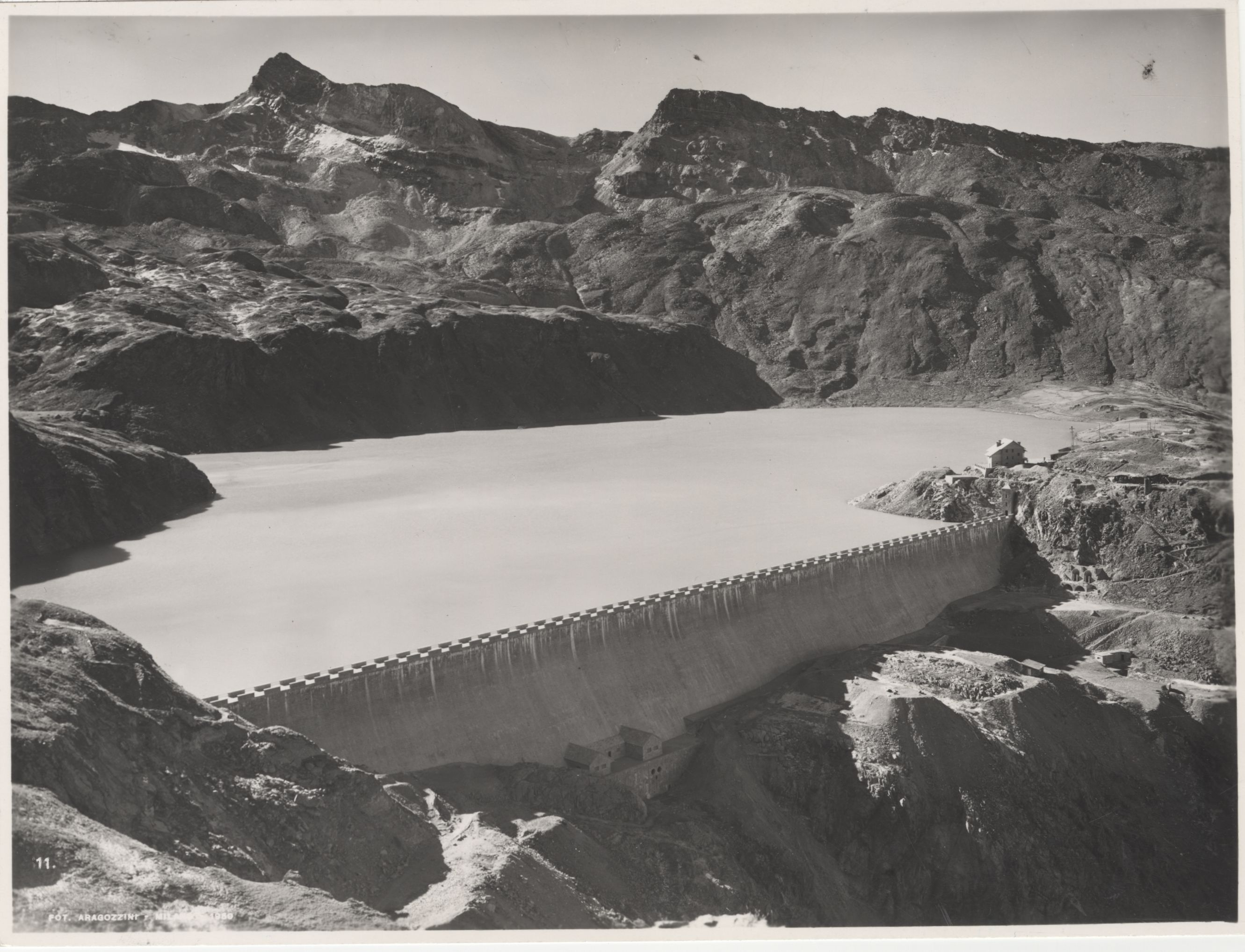
La diga del Lago Goillet in una immagine del 1958 dell'Archivio storico del Touring Club Italiano

La diga che sbarra il lago è stata costruita grazie alla piccola ferrovia che da sopra Les Perrères arrivava proprio al lago. La ferrovia è stata in seguito dismessa a sua testimonianza rimangono solo i binari.

## Caratteristiche

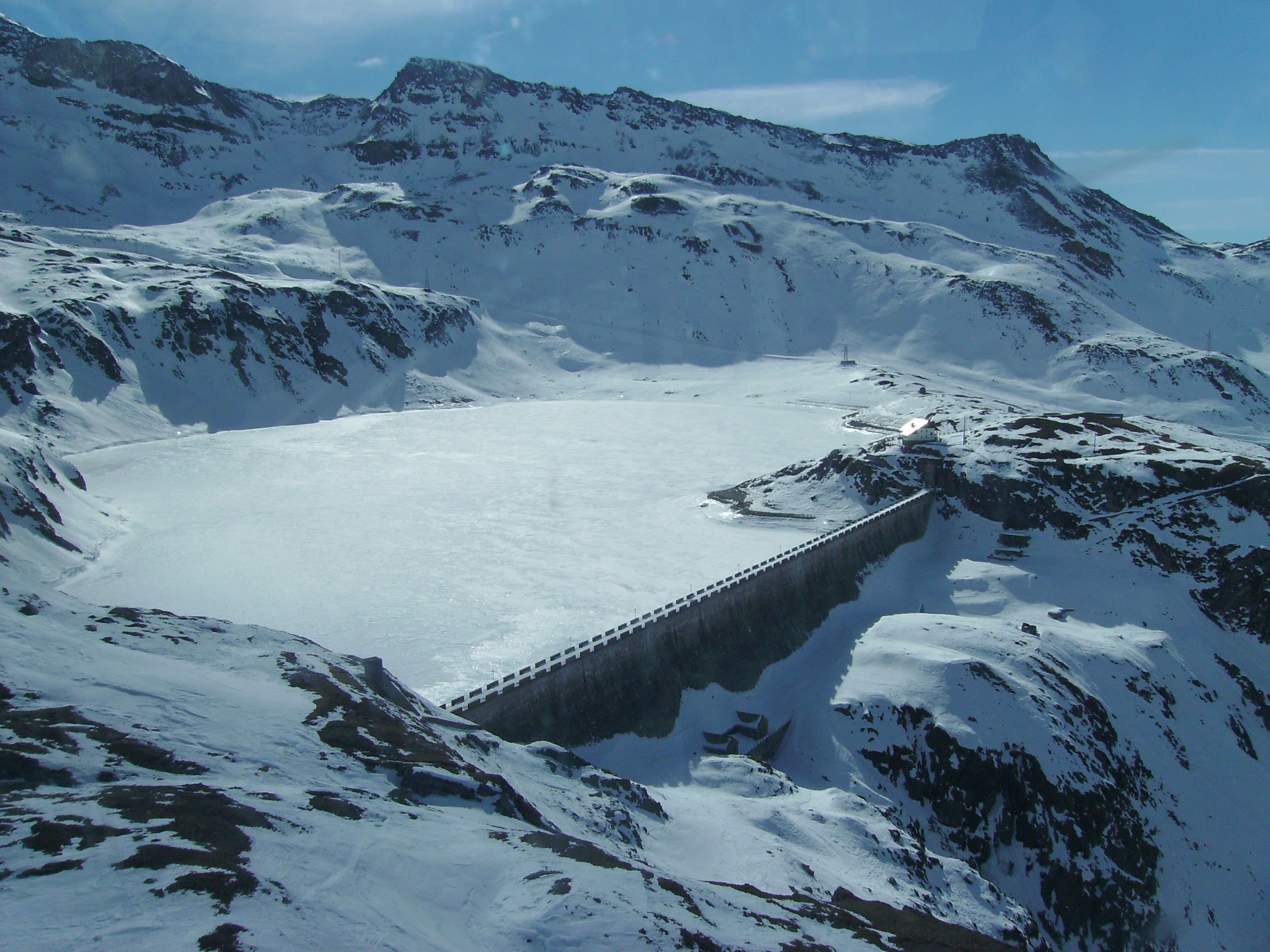
Il lago Goillet in inverno. Sullo sfondo la Motta di Pleté

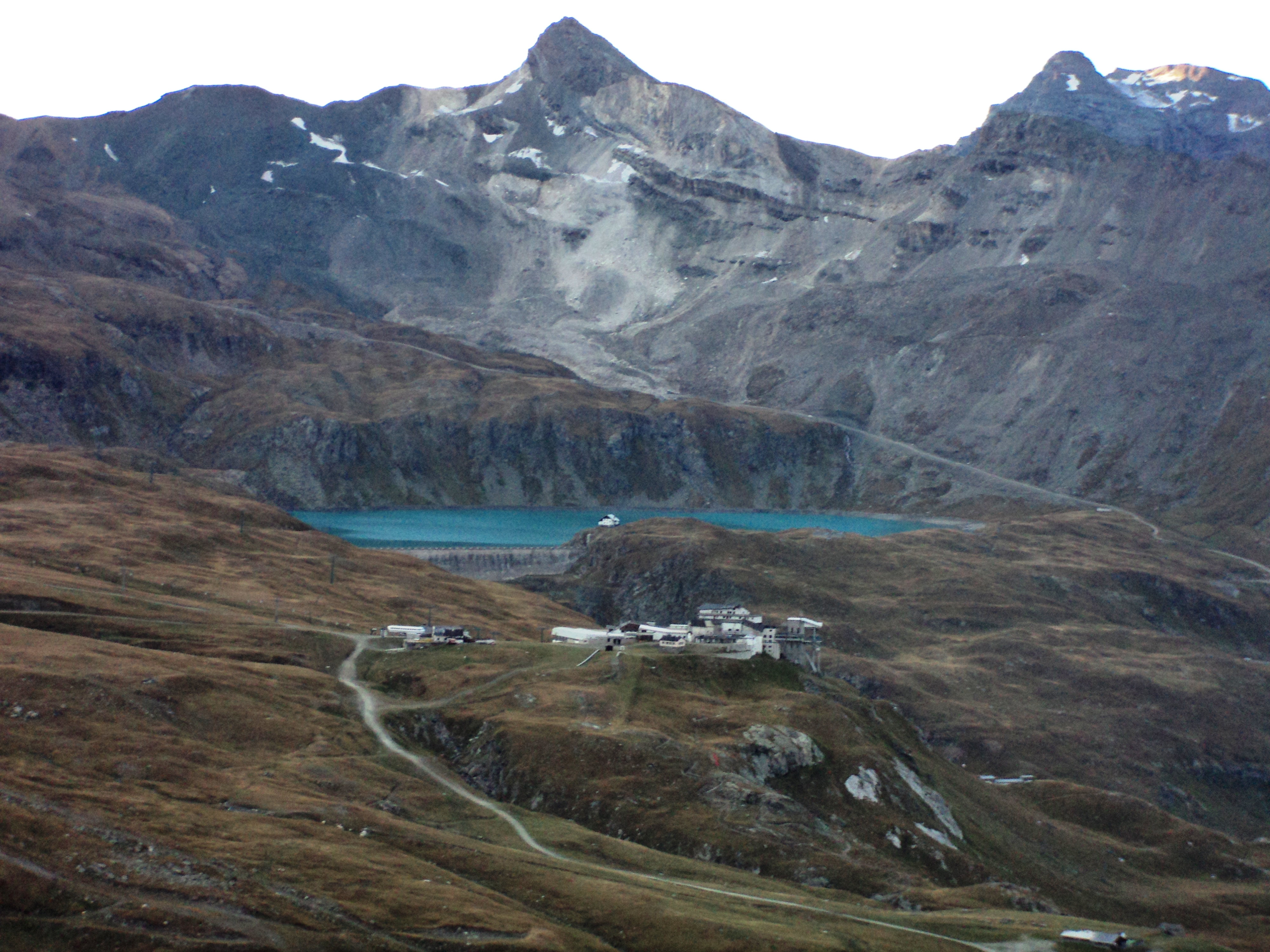
Il lago e, in primo piano, Plan Maison.

Il lago serve per la produzione di energia idroelettrica e per l'innevamento programmato delle piste (soprattutto della pista Ventina).
Il fabbricato della CVA presso la diga ospita l'Ecomuseo del Vertice.

## Accesso
Il lago si può raggiungere partendo da Plan Maison (che è raggiungibile tramite ovovia) in circa 45 minuti. In alternativa si può salire per una carrareccia lunga 7,4 km direttamente dal parcheggio della funivia per Plan Maison, superando un dislivello di 520 m, per 1 h 30 min di cammino: durante l'escursione s'incontrano i binari della decauville utilizzata per portare i materiali durante la costruzione della diga.